# Municipio de Arlone
El municipio de Arlone (en inglés: Arlone Township) es un municipio ubicado en el condado de Pine en el estado estadounidense de Minnesota. En el año 2010 tenía una población de 358 habitantes y una densidad poblacional de 3,77 personas por km².

## Geografía
El municipio de Arlone se encuentra ubicado en las coordenadas 46°2′8″N 92°44′46″O / 46.03556, -92.74611. Según la Oficina del Censo de los Estados Unidos, el municipio tiene una superficie total de 95.07 km², de la cual 94,83 km² corresponden a tierra firme y (0,25 %) 0,24 km² es agua.

## Demografía
Según el censo de 2010, había 358 personas residiendo en el municipio de Arlone. La densidad de población era de 3,77 hab./km². De los 358 habitantes, el municipio de Arlone estaba compuesto por el 91,34 % blancos, el 0,84 % eran afroamericanos, el 2,23 % eran amerindios, el 0,56 % eran asiáticos, el 2,23 % eran de otras razas y el 2,79 % eran de una mezcla de razas. Del total de la población el 2,79 % eran hispanos o latinos de cualquier raza.